# Druivenkoers 1975
La Druivenkoers 1975, quindicesima edizione della corsa, si svolse il 27 agosto 1975 su un percorso di 158 km, con partenza e arrivo a Overijse. Fu vinta dal belga Eddy Merckx della Molteni-Campagnolo davanti ai suoi connazionali André Dierickx e Roger De Vlaeminck.

## Ordine d'arrivo (Top 10)
| Pos. | Corridore          | Squadra            | Tempo    |
| ---- | ------------------ | ------------------ | -------- |
| 1    | Eddy Merckx        | Molteni-Campagnolo | 3h55'00" |
| 2    | André Dierickx     | Rokado             |          |
| 3    | Roger De Vlaeminck | Brooklyn           |          |